# Pałac w Kłaninie
Pałac w Kłaninie – zabytkowy pałac wybudowany w  we wsi Kłanino, w województwie pomorskim, w powiecie puckim, w gminie Krokowa. Obiekt wraz z parkiem i spichrzem został wpisany do rejestru zabytków nieruchomych województwa pomorskiego.

## Historia
Zespół pałacowo-parkowy w Kłaninie to dawniej majątek rodowy Kłanickich, później własność Klińskich, Lobudzkich, Łątowskich, znowu w latach 1682-1768 Kłanickich, a następnie Janowskich, Ustarbowskich (do 1838) i von Grassów (1838 - 1945).
Pałac w Kłaninie został wybudowany w połowie XVII w., jednak obecny, eklektyczny kształt, zawdzięcza przebudowom z końca XIX w i z końca lat 30. XX wieku.

## Rejestr Zabytków
Pałac wpisany do rejestru zabytków w 1972 roku pod pozycją 572 (poprzednio 440).

## Pałac i folwark
Pałac jest murowany z cegły, otynkowany, założony na planie prostokąta z bocznymi skrzydłami, wieżą widokową (przed II wojną światową pałac posiadał dwie wieże) oraz tarasem na piętrze przy wschodniej elewacji.
Wewnątrz pałacu znajduje się odrestaurowane wnętrze sieni gdańskiej z przełomu XVII i XVIII wieku z charakterystycznymi kręconymi, bogato zdobionymi schodami oraz barokową gdańską szafą. Klatka schodowa pochodzi z gdańskiej kamienicy przy ulicy Piwnej 8 (dawniej Jopengasse 8). W sieni jest także kominek zdobiony zabytkowymi kaflami z Delftu z XVII wieku. Kafle zdobią też m.in. ściany klatki schodowej prowadzącej do piwnic. Sień ubarwiają dwa XIX-wieczne witraże odnalezione na strychu pałacu.
W zachodniej części pałacu znajdują się dwie sale bankietowe, z których jedna jest zdobiona sztukateriami zaprojektowanymi przez André Lamberta twórcy projektu Muzeum Narodowego Szwajcarii w Bernie.
Kolejną obok pałacu historyczną budowlą jest wybudowany w XVIII w. kamienny spichlerz zachowany w doskonałym stanie użytkowym. Spichrz połączony jest z folwarczną wieżą ciśnień, która zaopatrywała w wodę pałac oraz całe gospodarstwo do początku lat pięćdziesiątych XX w.
1 lipca 2022 roku w jednym z zabytkowych budynków folwarku otwarto Muzeum Pancerne. Wystawa stała placówki dotyczy historii militarnej drugiej wojny światowej. Wśród zbiorów zobaczyć można m.in. sowiecki czołg T-34/85,niemieckie działo szturmowe Sturmgeschütz III oraz niemiecki czołg średni Panzerkampfvagen V Panther.

## Park
Obok pałacu jest ponad 2 ha park, w którym znajdują się rzadkie okazy drzew m.in. żywotnikowiec japoński, miłorząb dwuklapowy, cyprysiki czy świerk kaukaski. Sześć szczególnie cennych drzew zakwalifikowanych zostało jako pomniki przyrody. Do nich zaliczają się dwa ponad 300-letnie dęby, których obwód pnia wynosi ponad 4 m oraz ich rówieśniczka okazała lipa, której obwód wynosi blisko 4,5 m.
Park jest pozostałością po niemieckich właścicielach Kłanina - rodzinie von Grass. W okresie tym powstała także do dziś zachowana aleja lipowa prowadząca przez XIX-wieczną, stalową, ażurową bramę do rezydencji. Wewnątrz parku znajduje się altana z końca XIX w.
Zbudowana jest na bazie konstrukcji szkieletowej, wypełnionej cegłą.

## Współczesność
Obecnie w pałacu znajduje się hotel z ogólnie dostępną restauracją.

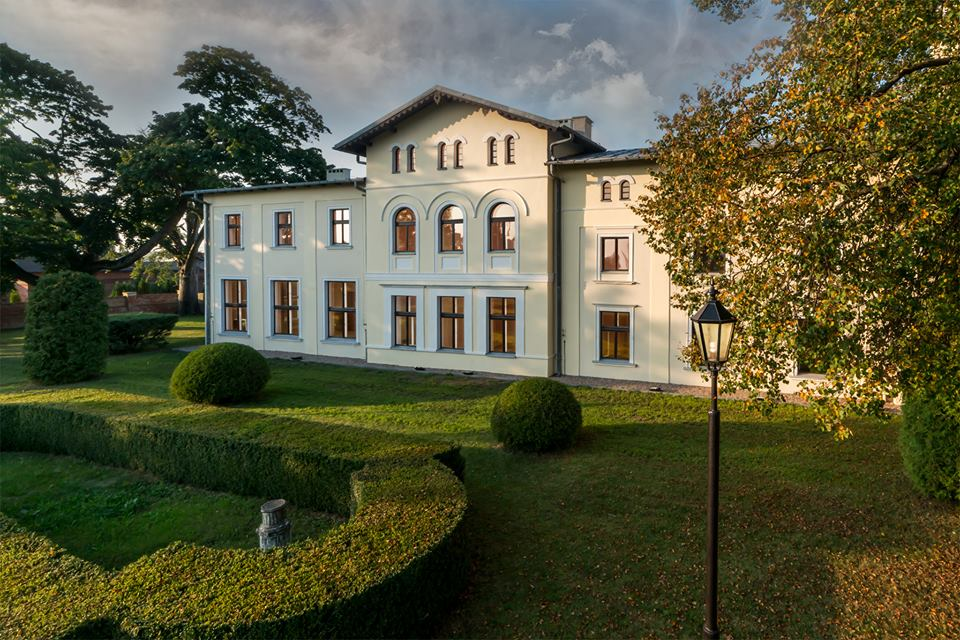
Pałac w Kłaninie
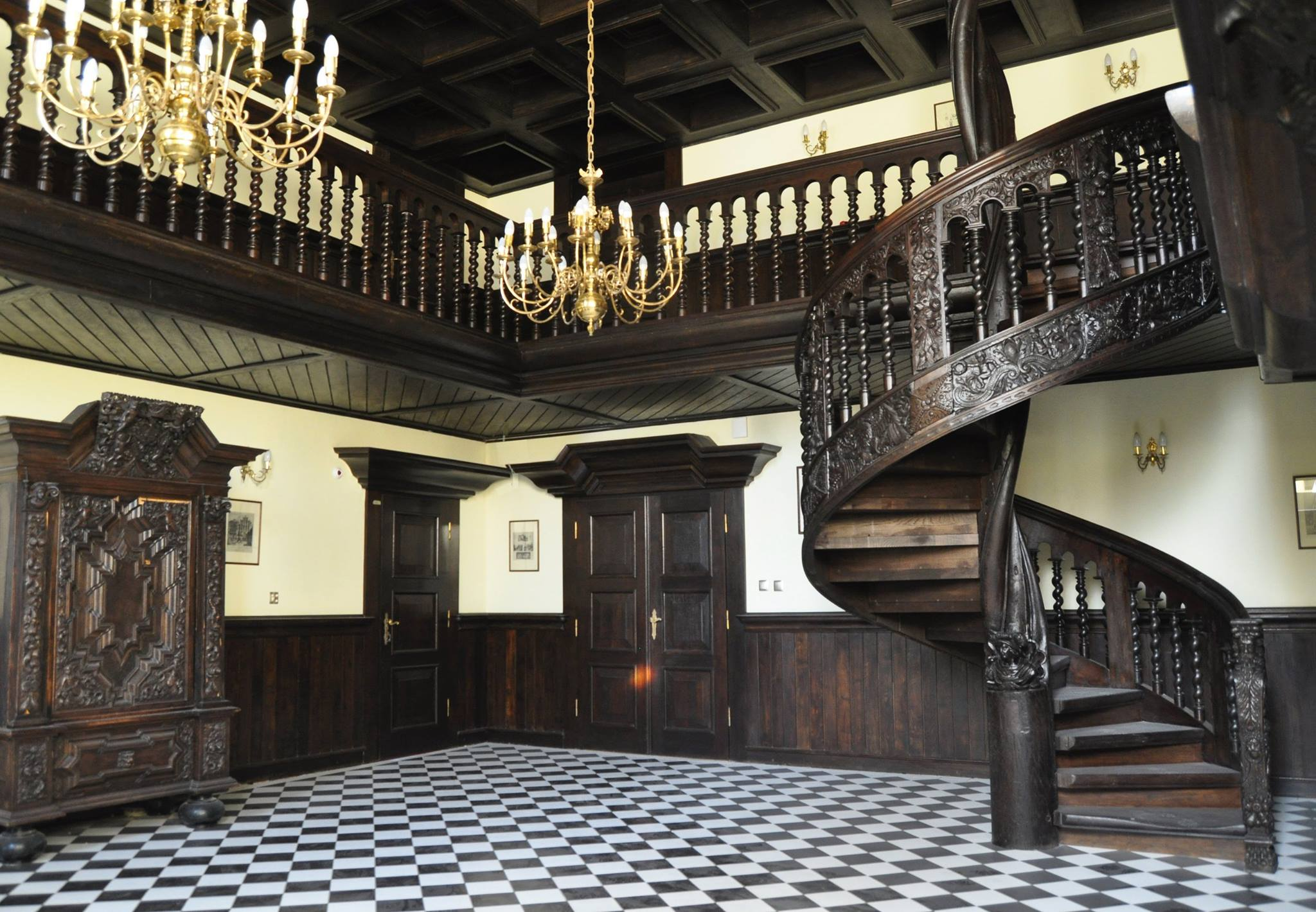
Wnętrze sieni gdańskiej
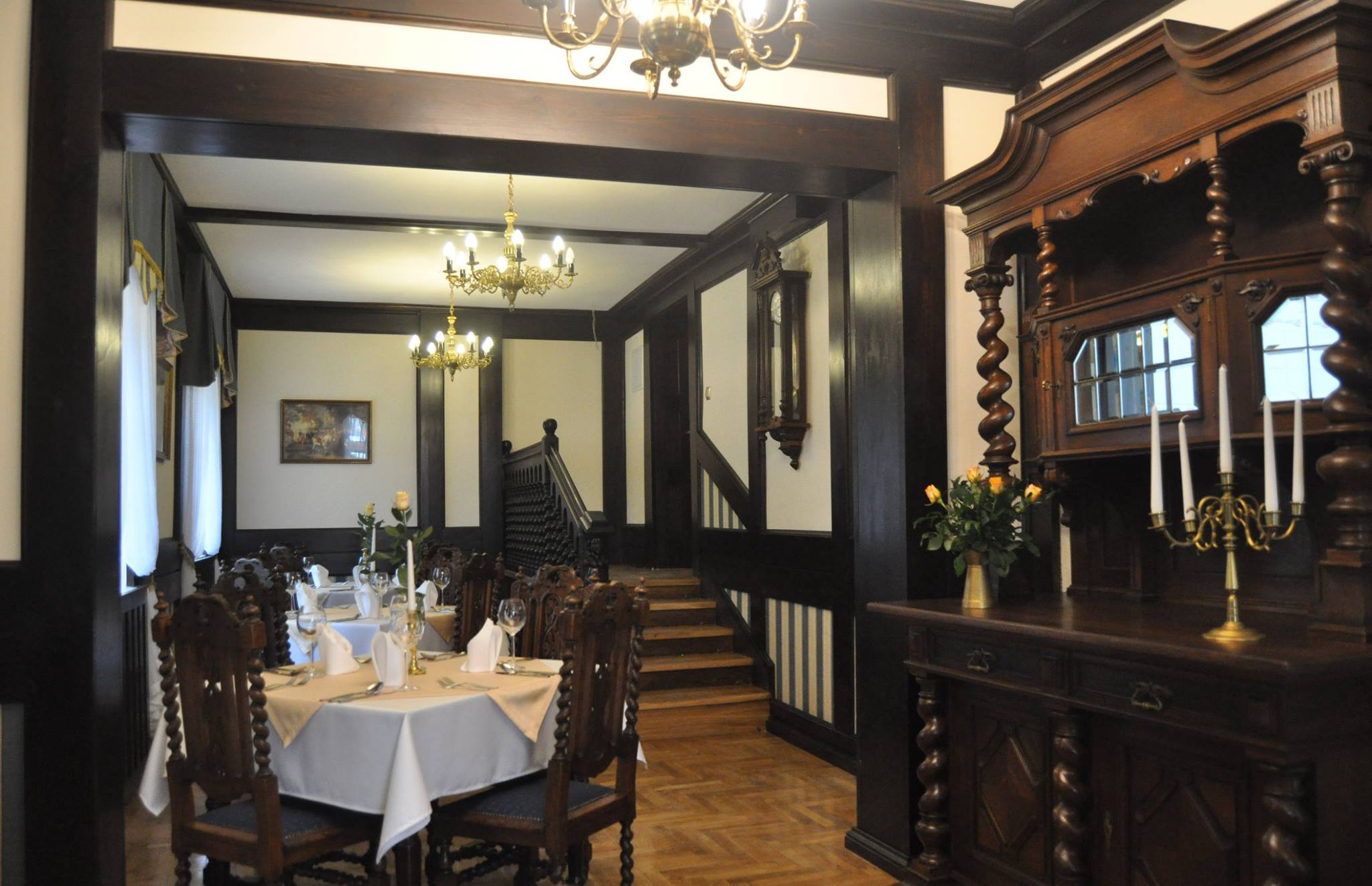
Wnętrze pałacowej restauracji